# Galium sellowianum
Galium sellowianum är en måreväxtart som först beskrevs av Adelbert von Chamisso, och fick sitt nu gällande namn av Wilhelm Gerhard Walpers. Galium sellowianum ingår i släktet måror, och familjen måreväxter. Inga underarter finns listade i Catalogue of Life.